# Microchilus sanpabloensis
Microchilus sanpabloensis är en orkidéart som beskrevs av Paul Ormerod. Microchilus sanpabloensis ingår i släktet Microchilus och familjen orkidéer. Inga underarter finns listade i Catalogue of Life.